# Partitions sociales
Théorie de Psychologie sociale du champ de la catégorisation sociale, les partitions sociales reposent sur le postulat qu'il existerait trois types de partitions différentes dans lesquelles nous nous insérons afin de garder une identité sociale positive.
Cette théorie récente (2005) est issue des travaux de Philippe Castel, professeur en psychologie sociale à l'Université de Bourgogne et de Marie-Françoise Lacassagne, professeur en psychologie sociale à l'Université de Bourgogne, tous deux membres du laboratoire SPMS (Socio-Psychologie et Management du Sport).
Les trois types de partitions sont:
- La partition oppositive (type bipolaire)
- La partition hiérarchique (type scalaire)
- La partition communautaire (type binaire)